# Château de Beaurepaire (Augan)
Le château de Beaurepaire est situé à Augan en France.

## Localisation
Le château est situé sur le territoire de la commune d'Augan, au lieu-dit Beaurepaire, dans le département du Morbihan en région Bretagne.

## Description
Implanté dans une zone boisé sur les hauteurs du bourg d'Augan en direction de Campénéac, le château présente un plan carré sur un étage en élévation ordonnancée. Sans orientation privilégiée, la face sud offre une vue dominante sur l'église d'Augan.
Le château est construit en moellons de schiste avec encadrements de baies et bandeaux en pierre de taille de granite. Son toit en pavillon est recouvert d'ardoises.
Les dépendances se situent au nord-ouest du logis, la ferme étant plus éloignée, au nord-est. Au nord, une chapelle du 14ème siècle a été conservée et recouverte par l'actuel propriétaire. L'ensemble se situe dans un parc enclos de murs.
Le château est inscrit à l'inventaire général du patrimoine culturel.

## Historique
Attachée à l'origine aux Le Normand de Trieux, la seigneurie de Beaurepaire est mentionnée depuis le 14ème siècle. Un manoir y existait au 15ème siècle.
Cette seigneurie, avec droit de basse justice au bourg d'Augan, est successivement transmise aux maisons de Trévégat , de Sévigné en 1564, de Guémadeuc en 1584, de la Frenaye, Ermar de Beaurepaire en 1640, de Cosnoal puis de Farcy en 1743.
Amador Ermar de Beaurepaire et son épouse Anne-Marie de Cosnoal sont à l'origine de la construction du château du 16ème siècle. Ce bâtiment forme aujourd'hui les dépendances, où se situent notamment les écuries du château neuf, construit en 1835 sur commande Amaury de Farcy de Saint-Laurent. Ce dernier remplie les fonctions de maire d'Augan, durant un an, après la chute du Premier Empire.
La propreté est acquise en 1844 par Amédée de Savignhac, brièvement député du Morbihan. Elle est  transmise en 1887 à Raoul du Boisbaudry neveu d'Emilie de Savignhac, née Boisbaudry, maire de la commune d'Augan de 1900 à 1929.
Elle est aujourd'hui détenue par les Frotier de la Messelière.